# Theatres des Vampires
Theatres des Vampires es una banda italiana de metal gótico creada en 1994. La banda a comienzos estaba orientada al black metal sinfónico con un estilo muy vampírico, tanto que debido a su temática se les consideraba "Vampiric Metal". La banda está formada actualmente por Fabian Varesi, Gabriele Valerio, Zimon Lijoi y Sonya Scarlet.

## Biografía
Theatres des Vampires fue fundado en 1994 por antiguos integrantes de la banda underground 
Sepolcrum (actualmente VII Arcano). El nombre de la banda se inspiró en las Crónicas Vampíricas de la mundialmente conocida autora Anne Rice. Su obsesión por todo lo vampiresco dio como resultado la creación de una imagen gótica vampiresca, que sumado a las letras de sus temas y a la atmósfera de su música, contribuyó ampliamente a conseguir una gran cantidad de fanes.
Durante su carrera, estuvieron inicialmente inspirados por el symphonic black metal, luego lograrían conseguir un sonido propio con influencias de géneros que incluyen ritmos góticos, clásicos, electrónicos y óperas.
Sin embargo a pesar de abarcar otros estilos, han logrado crear un estilo con ciertas características que han permanecido constantes en la música de la banda: atmósferas y letras melancólicas, estilo vocal semejante al gothic metal, y por supuesto, su imagen vampiresca.
Tienen 10 álbumes realizados en 10 años con el sello discográfico inglés Plastic Head. Se han ganado el reconocimiento dentro de las escenas metálicas de Europa, Sudamérica y Rusia. Han formado parte de varios festivales alrededor del mundo, los cuales incluyen “Vampyria III” en Londres en 1999, “Gods of Metal” en Italia en el 2000, “Gothic Treffen” en Lipsia en el 2003 y 2006, “Gotham” en Londres en el 2004, “Female Voices Festival” en Bélgica en el 2006.
En el 2003 viajaron con Christian Death por Europa y grabaron un álbum con Valor (de Christian Death) y Gian Pires de (Cradle of Filth) como invitados especiales. 
Las presentaciones de la banda han ido evolucionando con mejores elaboraciones escénicas, incorporando atracciones con fuegos artificiales para inyectar más protagonismo y apariciones “detrás de escenas” de Scarlet, que desde el 2004 ha tenido la oportunidad de mostrar tanto su talento como sus dotes y encanto femenino.
Muchas veces han debido enfrentar ciertas dificultades con las leyes locales de algunos países donde se presentan. En 2003, en Italia, un obispo bendijo y trató de exorcizar el lugar donde Theatres des Vampires tocó, noticia cubierta por los diarios italianos.
Scarlet a veces se inflige ella misma cortes con hojillas de afeitar, permitiendo a sus admiradores beber su sangre, prometiéndoles el regalo de la inmortalidad. Esto fue prohibido en el año 2005 en diversos clubes de Inglaterra, porque viola las leyes inglesas contra la incitación al suicidio.
Sin embargo, la banda no se sentiría intimidada por dichas críticas, y en sus presentaciones en vivo continúan mostrando escenas llenas de dramatismo, sangrientas, sensuales y de horror. “Pleasure and Pain” fue publicado el 18 de noviembre de 2005.
Los críticos musicales y fanes consideran que este es el mejor álbum de su carrera, estando entre los primeros escuchados del año de su salida.
Este álbum tuvo la participación de invitados especiales como Bruno Kramm de Das Ich, Flegias de Necrodeath, Dilos de Ancient, y algunos miembros de Ensoph y Stormlord.
En octubre de 2006 lanzaron su primer DVD en vivo, de su última gira “The Addiction Tour 2006”.
Este DVD fue inmediatamente considerado como una compra obligatoria por sus fanes.
El 19 de marzo de 2007, lanzaron “Desire of Damnation”. Un doble CD con canciones en vivo de su gira “The Addiction tour 2006”, con algunas canciones de estudio y remixes.
El 2 de mayo de 2008, lanzaron su nuevo álbum, Anima Noir, mostrando un sonido más inclinado a las letras góticas, con algo de electrónica en la mayoría de sus canciones.
El 14 de enero de 2011 fue lanzado oficialmente su nuevo álbum, "Moonlight Waltz". Nuevamente puede verse en sus canciones el estilo vampiresco que ya es característica de esta banda. Este álbum contiene canciones con acompañamiento de otros artistas ajenos al grupo tales como: Snowy Shaw, Cadaveria y Eva Breznikar.
Su más actual proyecto es el lanzamiento de un nuevo DVD más CD Titulado: "Moonlight Waltz Tour 2011"
Todo el Tour Ruso y Europeo fue grabado con cámaras de alta definición y equipo profesional de audio digital.
Por el momento, Fabian Varesi de Theatres des Vampires y Christian Ice desde el estudio Temple of Noise están trabajando juntos para elaborar un nuevo DVD en vivo y próximo CD.
Esta nueva versión será producida por aural Music/Dreamcell11 en un Artbook de lujo que contendrá tanto el DVD en vivo y el CD en vivo más algunas canciones inéditas y un libro exclusivo de 50 páginas. El DVD en vivo incluirá el concierto en Moscú en Plan B del club, pro-grabado con HD multi-ángulo de las cámaras. Con bonus especial, el DVD contendrá un largo y exclusivo Backstage entre bastidores y documental de todo el Tour Europeo 2011. El CD de audio tendrá la gran calidad de las últimas producciones de TDV.
Es la primera vez que Theatres des Vampires lanzará un DVD en vivo grabado por un gran equipo y con gran un equipamiento. Como se recordará, el último DVD en vivo de Theatres des Vampires - "The Addiction tour 2006" - se hizo con baja calidad de clips de música hecho por fanes de la banda. Esta vez el resultado será excelente, un "must have" para cada fan de Theatres des Vampires.
El lanzamiento de este nuevo DVD + CD está previsto para este invierno (hemisferio norte) por aural Music/Dreamcell11

## Integrantes

### Actuales
- Sonya Scarlet: vocalista desde el 2004 (1999-presente)
- Gabriel Valerio: batería, voz de fondo (1997-presente)
- Zimon Lijoi: bajo, voz de fondo (1997-presente)
- Giorgio Ferrante: guitarras (2016-)

### Anteriores
- Alexander Nunziati: vocalista (1996-2004)
- Justine Consuelo: voz femenina (1999-2002)
- Robert Cufaro: teclado (1994), guitarra (2002-2006)
- Agharet: batería (1994-1997)
- Incubus: guitarra (1998-2002)
- Strigoi: guitarra (1998-2001)
- Mortifer: guitarra (2001)
- Fabian Varesi: teclados, voz de fondo (1997-2016)
- Stephan Benfante: guitarras, voz de fondo (2006-2016)

## Discografía

### Álbumes de estudio
- Vampyrìsme, nècrophilie, nècrosadisme, nècrophagie (1996)
- The Vampire Chronicles (1999)
- Bloody Lunatic Asylum (2001)
- Suicide Vampire (2002)
- Vampyrisme - versión re-editada y re-arreglada del álbum de 1996 (2003)
- Nightbreed of Macabria (2004)
- Pleasure and Pain (2005)
- Anima Noir (2008)
- Moonlight Waltz (2011)
- Candyland (2016)
- In Nomine Sanguinis (2021)

### Álbumes en vivo
Desire of Damnation CD doble (2007)

### Álbumes compilatorios
- The (Un)Official History 1993-2003 (2003)
- The Blackend Collection (2004)

### EP
Jubilaeum Anno Dracula (2001)

### DVD
- The Addiction Tour (2006)
- Moonlight Waltz (2012)

### Demos
Nosferatu, eine Simphonie des Gravens (1995)